# Logistik & Recht
Die Fachpublikation Logistik & Recht beleuchtet ganzheitlich aktuelle Themen rund um Handelswege und Lieferketten.

## Inhalt
Die Logistik & Recht legt den Schwerpunkt nicht nur auf transportrechtliche Themen, sondern lenkt den Blick auch auf Wirtschaftliches, Compliance, Nachhaltigkeit und Digitales und schafft so ein interdisziplinäres Medium, das quartalsweise die wichtigsten Neuigkeiten, komplexe Themen und Entwicklungen auf den Punkt bringt. Sie berät ihre Leserschaft mit konkreten Handlungsempfehlungen zu Rechtsfragen und Risiken, bietet umfassende Beiträge, Informationen und Analysen zu den aktuellen Entwicklungen in Gesetzgebung und Rechtsprechung sowie Tipps für die tägliche Praxis.

## Zielgruppe
Beteiligte des Handels, Transports und der Logistik mit Schwerpunkt auf die juristisch tätigen Personen und Entscheider in Unternehmen.

## Herausgeber und Redaktion
Die Logistik & Recht wird herausgegeben von Jette Gustafsson (Luther Rechtsanwaltsgesellschaft), David Saive, Andreas Maurer (Universität Mannheim) und Harald Schoen (Bundesministerium der Justiz). Die Redaktion hat Sophie Staron (Universität Mannheim) inne.

## Wissenschaftlicher Beirat
Der Wissenschaftliche Beirat besteht aus Thomas Claus (Volkswagen), Manuel Grubenbecher (AKE | SKABE), Hans Huber (id4.trade), Julia Hörnig (Erasmus-Universität Rotterdam), Oliver Wieck (ICC Germany) und Philipp Reusch (reuschlaw).

## Schriftleitung
David Saive ist neben seiner Tätigkeit als Herausgeber gleichzeitig Schriftleiter der Logistik & Recht.

## Verlag
Die LogR erscheint im Fachbereich Recht und Wirtschaft der Deutscher Fachverlag GmbH (dfv Mediengruppe).